# Берлинская обсерватория
Берлинская обсерватория (нем. Berliner Sternwarte) — обсерватория, существовавшая в 1711—1913 годах в тогдашних пригородах Берлина, код Центра малых планет: 548. Позднее обсерватория переместилась в Бабельсберг.

## Краткая история
Проект создания государственной обсерватории в Пруссии появился в 1700 году, когда была основана, по инициативе Лейбница, Прусская академия наук, тем более что в составе Академии был астроном (Готфрид Кирх). Но из-за скудного финансирования академия долгое время была вынуждена использовать небольшую частную обсерваторию в Берлинском пригороде. Только в 1835 году началось строительство специального здания в районе Фридрихштадт, по проекту Карла Фридриха Шинкеля. Первым директором новой обсерватории стал Иоганн Франц Энке (формально — с 1825 года). Он же руководил выпуском астрономического журнала «Berliner astronomisches Jahrbuch».
По мере роста города условия астрономических наблюдений ухудшались, и в 1913 году основная часть обсерватории переместилась в Бабельсберг (код Международного астрономического союза: 536).
С 1992 года управление обсерваторией осуществляет Потсдамский астрофизический институт.

## Директора обсерватории
- Энке, Иоганн Франц
- Струве, Герман Оттович
- Гутник, Пауль
- Боде, Иоганн Элерт

## Научные достижения
- Иоганн Энке занимался в этой обсерватории исследованием кольца Сатурна. В память о его трудах именем учёного названа «щель Энке».
- Иоганн Галле в 1846 году, благодаря вычислениям Леверье, открыл планету Нептун.
- Артур фон Ауверс после многолетних трудов (1866—1900) опубликовал каталог 170000 звёзд (Fundamental-Catalog für Zonenbeobachtungen am Südhimmel und südlicher Polar-Catalog für die Epoche 1900).